# 2008 JD21
2008 JD21 est un astéroïde troyen de Jupiter.
Il a été découvert le 24 avril 2008.